# Cathédrale Saint-Georges des Maronites de Beyrouth
Pour les articles homonymes, voir Cathédrale Saint-Georges.
La cathédrale maronite Saint-Georges ou Saint-Georges des Maronites (arabe : كاتدرائية مار جرجس للموارنة) est la cathédrale de l'archidiocèse maronite de la ville de Beyrouth, au Liban. 
Construite entre 1884 et 1894, la cathédrale est sévèrement endommagée  durant la guerre du Liban, défigurée et pillée. De nombreuses œuvres d'art alors confisquées ont été retrouvées, dont un tableau du peintre français Eugène Delacroix représentant saint Georges, le saint patron de la cathédrale et de l'archidiocèse. La cathédrale est restaurée à la fin des hostilités et a été reconsacrée par le patriarche maronite Nasrallah Boutros Sfeir le 24 avril 2000.

## Localisation
La cathédrale se trouve dans la basse-ville de Beyrouth. C'est l'un des plus importants édifices religieux de la ville. À proximité est située la mosquée sunnite Mohamed El-Amine. Environ 80 mètres plus au nord, on trouve la cathédrale grecque-orthodoxe Saint-Georges. 
Dans les alentours de la cathédrale, de nombreux vestiges archéologiques, parmi lesquels une structure hellénistique faisant partie du decumanus, ainsi qu'un mur ottoman, ont été découverts et sont désormais sauvegardés.

## Historique

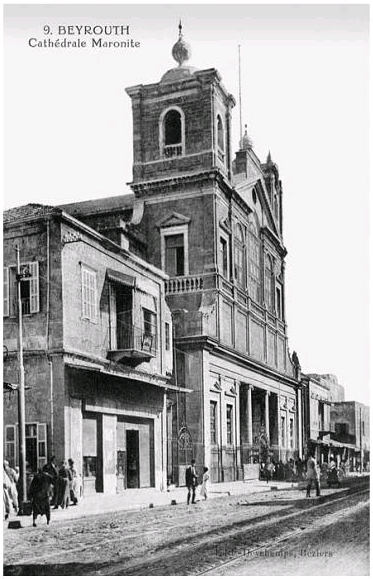
La cathédrale Saint-Georges au début du XXe siècle (carte postale)

La cathédrale Saint-Georges est construite par Monseigneur Joseph Debs, archevêque de Beyrouth, sur le site d’une ancienne église également dédiée au même saint. La précédente structure est construite en 1755 pour servir au culte des Maronites de Beyrouth. Les travaux commencèrent en 1884 et y furent utilisés des colonnes du temple romain de Deir el Qalaa à Beit Mery. L'édifice est complété et consacré le jour du Dimanche des Rameaux de l'année 1894. 

## Architecture
La cathédrale est conçue par l'architecte italien Giuseppe Maggiore, selon un style néo-classique. Les plans s'inspirent de la basilique Sainte-Marie-Majeure à Rome. L’édifice est construit sur le plan d’une basilique avec une nef séparée de deux collatéraux par deux rangées de colonnes. La nef est couverte d’un plafond à caisson avec des dorures et une double structure en bois, couverte de feuilles dorées sur un fond beige. Les murs sont décorés de stucs et de marbre. Au-dessus de l'autel principal se trouve un baldaquin à quatre colonnes. 
En 1954, Antoun Tabet supervise les travaux de restauration de la cathédrale. Originellement en forme de croix, son transept est raccourci et des arches sont rajoutées à l'extrémité opposée. 
Fortement endommagée durant la guerre civile libanaise, la cathédrale est totalement rénovée en 1997. Elle reprend sa forme originelle, en croix, de style Renaissance. Elle est inaugurée en avril 2000.
Le 19 novembre 2016, Mgr Paul Matar, archevêque de Beyrouth, inaugure le nouveau campanile, dont la construction a duré dix ans. Il culmine à 72 mètres, alors que le projet original prévoyait un clocher de 75 mètres de haut, afin de correspondre à la hauteur de celui de la basilique Sainte-Marie-Majeure de Rome. D'après l'archevêque, la hauteur du campanile a été revue à la baisse afin qu'il ne dépasse pas les minarets de la mosquée Mohammed al-Amine voisine, et ainsi donner un message de solidarité et d'harmonie inter-religieuse.
Le 4 août 2020, la cathédrale est endommagée par les explosions du port de Beyrouth.

## Mobilier
Dans le chœur se trouve le cathèdre (trône de l'évêque) de l'archevêque de Beyrouth, et le fauteuil utilisé par le pape Jean-Paul II lors de sa visite pastorale au Liban en 1997.